# Muzeum Uniwersytetu Warszawskiego
Muzeum Uniwersytetu Warszawskiego – muzeum uczelniane w Warszawie, którego celem jest gromadzenie, opracowywanie i udostępnianie obiektów związanych z dziejami Uniwersytetu Warszawskiego oraz popularyzowanie wiedzy o jego dokonaniach, wykładowcach i absolwentach. Ma siedzibę w pałacu Tyszkiewiczów przy ul. Krakowskie Przedmieście 32.

## Historia
Muzeum odwołuje się do tradycji gabinetów naukowych i kolekcji artystycznych, organizowanych na potrzeby planowanego Uniwersytetu Warszawskiego (zał. 1816). W 1809 roku zainicjowano kupowanie dzieł z dawnych zbiorów króla Stanisława Augusta, a w roku 1817 - już po powołaniu nowej uczelni edyktem króla Aleksandra I - utworzono Wydział Nauk i Sztuk Pięknych wraz z jego muzeum. Przez pierwsze lata działalności mieściło się ono w Pałacu Kazimierzowskim. W 1820 roku zostało ulokowane w gmachu obecnego Wydziału Historycznego (stąd nazwa - Gmach Pomuzealny). W jego najpiękniejszym wnętrzu - Sali Kolumnowej - prezentowano odlewy gipsowe najwybitniejszych dzieł rzeźby antycznej i renesansowej. Nie udało się utworzyć planowanej galerii malarstwa, ale w przeznaczonej dla niej sali na pierwszym piętrze gmachu zorganizowano Gabinet Zoologiczny. Muzeum w tym kształcie przetrwało do 1831, kiedy w wyniku represji po powstaniu listopadowym władze rosyjskie zamknęły Uniwersytet Warszawski, a najcenniejsze zbiory skonfiskowano i jako łup wojenny wywieziono do Rosji.
Gabinet Wzorów Gipsowych oraz Gabinet Zoologiczny znajdujące się dalej w Gmachu Pomuzealnym działały także po zamknięciu uczelni pod opieką Dyrekcji Gabinetów Naukowych, która roztaczała opiekę nad pozostałymi kolekcjami uniwersyteckimi. W II połowie XIX w. podjęto próby ustanowienia na stałe instytucji muzealnej wykorzystującej dawne zbiory uniwersyteckie. W 1862 powołane zostało Muzeum Sztuk Pięknych, które było ściśle powiązane ze Szkołą Główną Warszawską mieszczącą się w budynkach dawnego uniwersytetu. Muzeum przejęło także część dawnych uniwersyteckich zbiorów z zamiarem ich powiększania i eksponowania. W 1875 roku z powodu braku własnych pomieszczeń Muzeum Sztuk Pięknych zwróciło uniwersytetowi cały zbiór, gdzie pozostał aż do wybuchu II wojny światowej.
W 1869 r. podbibliotekarz Hipolit Skimborowicz urządził Muzeum Starożytności w Pałacu Kazimierzowskim. W muzeum prezentowane były obiekty z uniwersyteckich zbiorów związane tematycznie ze starożytnością, znaleziska archeologiczne, pamiątki historyczne i okazy etnograficzne, m.in. popiersia, modele architektoniczne i mumie egipskie. Rozwój muzeum zahamowały zmiany instytucjonalne. Władze rosyjskie rozwiązały Szkołę Główną w 1869 r., a na jej miejsce powołały Cesarski Uniwersytet Warszawski. Muzeum Starożytności zostało w 1871 r. przemianowane na Gabinet Starożytności, a następnie Gabinet Archeologiczny. Poszczególne jednostki Uniwersytetu posiadały różne zbiory o charakterze dydaktyczno-muzealnym, olbrzymią kolekcję minerałów w Gabinecie Mineralogicznym, czy wspomniane wcześniej kolekcję odlewów gipsowych i zoologiczną. Zbiory te służyły następnie Uniwersytetowi Warszawskiemu w okresie międzywojennym.

## Działalność
W 1980 r. muzeum uniwersyteckie otrzymało współczesną formę instytucjonalną. Początkowo zbiory eksponowane były w Pałacu Kazimierzowskim. W 2000 roku przeniesiono je do klasycystycznego pałacu Tyszkiewiczów przy Krakowskim Przedmieściu 32. Po remoncie budynku, od stycznia 2015 roku, w Sali Stołowej dostępna jest wystawa stała „Orzeł i pięć gwiazd Uniwersytetu. Wystawa z okazji jubileuszu 200-lecia Uniwersytetu Warszawskiego poświęcona narodzinom uczelni”.
Poza pałacem Tyszkiewiczów  czasowe ekspozycje prezentowane są regularnie w holu budynku Starej Biblioteki UW.
Najważniejsze wystawy czasowe:
- Perła architektury Warszawy. Sala Kolumnowa – wczoraj – dziś – jutro (2012)[9]
- Michał Anioł w Warszawie. Poetyka rysunku i odlewu gipsowego (2012)[10]
- Uratowane z Potopu. Wisła 1655-1906-2009 - Interdyscyplinarne badania dna rzeki (2013)[11]
- Krybar w powstaniu warszawskim (2014)[12]
- W kręgu Quo Vadis (2017)[13]
- Powrót orła. Rola Uniwersytetu Warszawskiego w budowaniu polskiej państwowości (1915-1921) (2018)[14]
- Kolekcja DNA. Dwieście lat Gabinetu Zoologicznego UW (2018)[15]

Muzeum Uniwersytetu Warszawskiego organizuje coroczne Imieniny Chopina. Prowadzi spacery po zabytkowym kampusie przy Krakowskim Przedmieściu, przygotowuje wykłady dotyczące historii uczelni oraz zajmuje się działalnością wydawniczą.

## Zbiory
Muzeum Uniwersytetu Warszawskiego posiada kilkanaście tysięcy eksponatów - w tym rzeźby, obrazy, pieczęcie, odznaki, dyplomy, indeksy, medale, insygnia rektorskie i profesorskie, rękopisy, aparaturę naukową oraz inne przedmioty związane z uczelnią i postaciami ją tworzącymi. Część zbiorów udostępniana jest w formie cyfrowej na stronie internetowej.
Oddzielny dział Muzeum stanowi archiwum fotografii, na które składa się ponad 10 tysięcy zdjęć, ilustrujących fascynującą i niekiedy dramatyczną historię stołecznej uczelni.